# Spasskoje (rejon wołowski)
Spasskoje (ros. Спасское) – wieś (ros. село, trb. sieło) w zachodniej Rosji, w sielsowiecie spasskim rejonu wołowskiego w obwodzie lipieckim.

## Geografia
Miejscowość położona nad rzeką Dubawczik, 1,5 km od centrum administracyjnego sielsowietu spasskiego (Kazakowo), 10 od centrum administracyjnego rejonu (Wołowo), 125 km od stolicy obwodu (Lipieck).
W granicach miejscowości znajduje się ulica Szkolnaja (57 posesji).

## Demografia
W 2012 r. miejscowość zamieszkiwało 113 osób.